# Val Concei
La Val Concei è una valle del Trentino sud-occidentale. 
È una valle laterale della Valle di Ledro, sopra il centro di Bezzecca, circondata da monti, il più alto dei quali è il Monte Cadria.
Centri principali della valle: Locca e Concei, frazioni di Ledro.